# Critó d'Atenes (filòsof)
Critó d'Atenes en grec antic Κρίτων, fou un filòsof grec amic de Sòcrates en vida d'aquest, i se'l pot considerar un "oient" socràtic d'algun renom. Home de bona posició econòmica, senzill de caràcter, de no gaire volada intel·lectual, però sens dubte molt fidel als seus amics. Pare de família i escriptor de diàlegs.
L'existència de Critó, actualment, és coneguda sobretot pels diàlegs platònics (si bé hom podria suposar que també tingué alguna aparició en la literatura socràtica d'aquells temps, avui perduda). En els diàlegs platònics: en Critó (diàleg homònim), ell mateix és l'interlocutor principal de Sòcrates, i en Fedó també apareix com un dels personatges principals.
En el diàleg Critó, el bon home, sempre fidel a Sòcrates, intenta convèncer-lo, pocs dies abans de la seva condemna a mort, que fugi d'Atenes i es faci una altra vida a Tessàlia, on Sòcrates seria ben acollit pels amics estrangers de Critó, i on podria seguir cuidant els seus fills i "no trair-te a tu mateix, ja que et pots salvar". Però Sòcrates, insistint en el deure a les lleis per sobre de tot ("¿no són les lleis les que t'han cuidat i mantingut, a tu i a tos pares que et donaren vida?"), es nega a fugir d'Atenes i insisteix a complir íntegrament el càstig "perquè, sigui just o no, el càstig és legal".
En el diàleg Fedó, el pobre Critó veu, desanimat, com Sòcrates renuncia voluntàriament, per imperatiu legal, a la seva pròpia vida, enverinant-se amb la cicuta. En el seu darrer dia, Sòcrates fa, davant els seus tristos amics, un discurs sobre el destí de l'ànima després de la mort; i, ja sota els darrers efectes del verí, les seves últimes paraules que diu, a Critó mateix, són misterioses: "Doneu-li a Asclepi un gall de part meva". En general, els escriptors posteriors han interpretat que es referia al déu de la medicina, Asclepi; i que el tàvec d'Atenes volia agrair al déu de la medicina que "li hagués tret de sobre el mal de la vida" i que "li hagués fet entrar a la vida veritable (la d'ultratomba)".
Critó tingué diversos fills (quatre segons Diògenes Laerci i dos segons Plató), si bé només consta el nom del gran: Critòbul; se sap que tots els fills de Critó foren també deixebles de Sòcrates. Aquest filòsof va escriure 17 diàlegs sobre temes filosòfics, dels quals Diògenes Laerci ens dona els títols: el principal n'és Sobre els poemes (Περὶ Ποιητικῆς).
No se sap gaire bé què va ser de Critó després de la mort de Sòcrates. Se suposa que, ofegant el dolor, va seguir endavant amb la seva vida i els seus assumptes, mentre que Plató, Xenofont, Aristip de Cirene, Antístenes i d'altres es preparaven, cadascú a la seva manera, per intentar impedir que el record i els coneixements de Sòcrates caiguessin en oblit.